# Raiffeisenbank Kaarst
Die Raiffeisenbank Kaarst eG ist eine Genossenschaftsbank mit Sitz in der nordrhein-westfälischen Stadt Kaarst im Rhein-Kreis Neuss.

## Geschichte
Die heutige Raiffeisenbank Kaarst eG wurde am 5. Mai 1922 in Kaarst als Spar- und Darlehnskasse Kaarst eGmuH gegründet, fusionierte im Jahr 1937 mit dem Raiffeisenschen Spar- und Darlehnskassenverein eGmuH Kaarst und anschließend im Jahr 1971 zuletzt mit der Spar- und Darlehnskasse eGmbH Büttgen-Vorst mit dem Sitz ebenfalls heute in Kaarst. Im Jahr 1974 erfolgte die Umfirmierung auf die heute gültige Firma.

## Rechtsverhältnisse
Die Raiffeisenbank Kaarst eG (lt. GnR „Raiffeisenbank Kaarst e.G.“) ist im Genossenschaftsregister beim Amtsgericht Neuss unter GnR 205 eingetragen.

## Organisationsstruktur
Rechtsgrundlagen sind das Genossenschaftsgesetz und die durch die Generalversammlung beschlossene Satzung. Organe der Bank sind der Vorstand, der Aufsichtsrat und die Generalversammlung.

## Sicherungseinrichtung
Die Raiffeisenbank Kaarst eG ist der amtlich anerkannten Sicherungseinrichtung des Bundesverbandes der Deutschen Volksbanken und Raiffeisenbanken GmbH und der zusätzlichen freiwilligen Sicherungseinrichtung des Bundesverbandes der Deutschen Volksbanken und Raiffeisenbanken e.V. angeschlossen.

## Geschäftsausrichtung
Die Raiffeisenbank Kaarst eG betreibt das Universalbankgeschäft. Im Verbundgeschäft arbeitet sie mit der DZ Bank, R+V Versicherung, Bausparkasse Schwäbisch Hall, Teambank, VR Leasing, DZ Hyp und der Union Investment zusammen.

## Geschäftsgebiet
Das Geschäftsgebiet liegt im Norden des Rhein-Kreis Neuss.
Neben der Geschäftsstelle am Hauptsitz der Bank wird nur noch eine weitere Geschäftsstelle und eine SB-Geschäftsstelle betrieben.